# DRG 877 sorozat
A DRG 877, becenevén a Repülő Hamburgi (angolul Flying Hamburger, németül Fliegender Hamburger), egy német dízelmotorvonat volt.

## Története
A DRG 877 volt Németország és a világ akkori leggyorsabb dízel-villamos motorvonata. Berlin és Hamburg között közlekedett. Akkoriban ez volt a leggyorsabb vasúti kapcsolat a világon. A rendszeres forgalom 1933-ban indult meg.

## Műszaki jellemzése
A Repülő Hamburgi egy két részes dízelmotorvonat volt, mindkét részében volt vezetőállás és utastér. A Deutsche Reichsbahn rendelte a WUMAG gyártól. Újdonság volt az áramvonalas törzs, melyet egy szélcsatornában terveztek, valamint a könnyű szerkezet, és a dízel-elektromos meghajtás.
Mindkét kocsinak volt egy-egy 12 hengeres Maybach dízelmotorja, közvetlenül kapcsolt egyenáram-generátorral. Az elektromos motor egy marokcsapágyas vontatómotor volt. A két dízelmotornak egyenként 604 kW volt a teljesítménye.
A vonat Knorr légfékkel és elektromágneses vasúti fékkel rendelkezett. Maximális sebessége 160 km/h volt, az ehhez tartozó fékút pedig 800 méter.
A vonatnak 98 ülése volt mindkét kocsiban. A Repülő Hamburgi volt a prototípusa a DRG SVT 137 motorvonatoknak, amiket Hamburgnak, Lipcsének, Kölnnek és Berlinnek neveztek.
A motorvonatnak különleges krémszínű és ibolyaszínű festése volt.
Ennek a tervnek a sikere arra késztette Henschelt, hogy kifejlessze az áramvonalas és gőzzel hajtott Henschelt-Wegmann vonatot 1935-ben, ami hasonló tulajdonságokkal rendelkezett. A Henschel motorvonat Berlin és Drezda között közlekedett.
1933. május 15-étől a DRG 877 motorvonat rendszeresen közlekedett Berlin (Lehrter Bahnhof) és Hamburg között. A 286 kilométeres távolság megtételéhez 138 percre volt szüksége, ez 124 km/h átlagsebességet jelentett.
A második világháború alatt a dízelmotorvonatok nem közlekedtek. 1945 után elkobozta őket a francia megszálló hadsereg, és 1949-ig használták Franciaországban. Miután újra Németországba kerültek, a Deutsche Bahn egészen 1957-ig használta őket, de pirosra festett külsővel és új pályaszámmal (VT 04 000).

## Képek

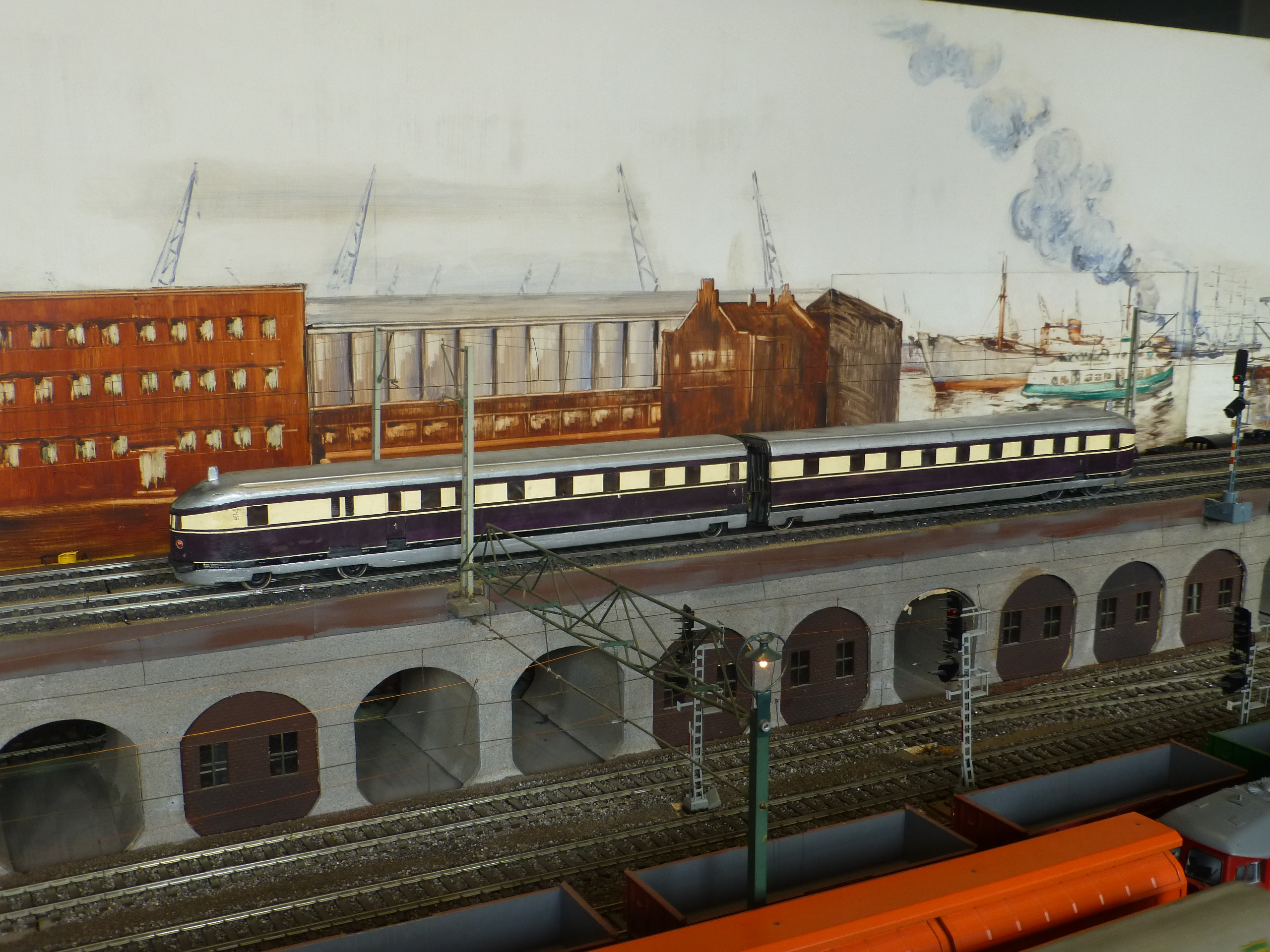
Vasútmodellben
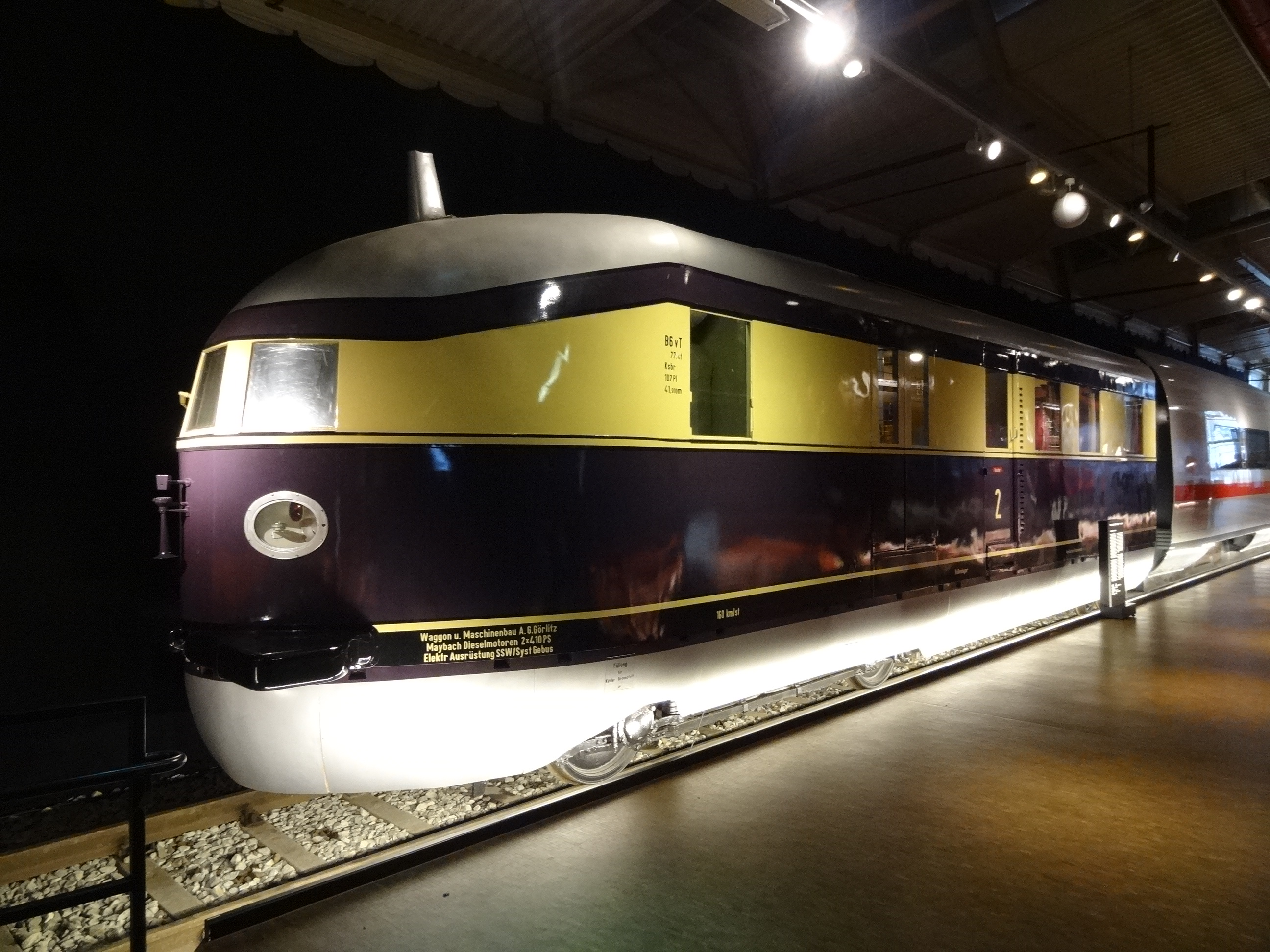
A Verkehrsmuseum Nürnbergben